# Eupatinapta acanthia
Eupatinapta acanthia is een zeekomkommer uit de familie Synaptidae.
De wetenschappelijke naam van de soort werd in 1899 gepubliceerd door Hubert Lyman Clark.